# Zelene, Dubno
Zelene (în ucraineană Зелене) este un sat în comuna Ivanne din raionul Dubno, regiunea Rivne, Ucraina.

## Demografie
Componența lingvistică a localității Zelene
     Ucraineană (100%)
Conform recensământului din 2001, toată populația localității Zelene era vorbitoare de ucraineană (100%).